# Driss Jettou
Driss Jettou (arabe : إدريس جطو, berbère : ⴷⵔⵉⵙ ⵊⵟⵟⵓ), né le 24 mai 1945 à El Jadida, Maroc) est un homme d'État marocain. Il fut notamment le Premier ministre du Maroc de 2002 à 2007.

## Biographie

### Éducation
Après des études secondaires au lycée El Khawarizmi de Casablanca, où il obtient le baccalauréat technique mathématique (1964), il rejoint la faculté des sciences de Rabat, d'où il sort diplômé d'études supérieures en sciences physiques et chimie en 1966. Il est également titulaire d'un diplôme d'aménagement et gestion d'entreprise du Cordwainers Colleges (Londres) en 1968.

### Carrière professionnelle
De 1968 à 1993, Jettou a été président-administrateur ou gérant de plusieurs sociétés, président de la Fédération marocaine des industries du cuir (FEDIC), membre du bureau de la Confédération générale des entreprises du Maroc (CGEM) et vice-président de l'association marocaine des exportateurs (ASMEX).

### Carrière politique

#### Période Hassan II
Le 11 novembre 1993, Driss Jettou est nommé ministre du Commerce et de l'Industrie dans le gouvernement présidé par Mohammed Karim Lamrani.
Le 7 juin 1994, il a été reconduit dans ses fonctions de ministre du Commerce et de l'Industrie dans le Gouvernement Filali I.
Le 27 février 1995, Jettou est nommé par le roi Hassan II ministre du Commerce, de l'Industrie et de l'Artisanat dans le gouvernement présidé par Abellatif Filali.
Le 13 août 1997, Driss Jettou est nommé ministre des Finances, du Commerce, de l'Industrie et de l'Artisanat jusqu'au 14 mars 1998.

#### Période Mohammed VI
De 2001 à 2002, il occupe le poste de ministre de l'Intérieur.
En 2002, il est nommé premier ministre par le roi Mohammed VI.
Le 15 octobre 2007, à la suite des élections législatives du 7 septembre 2007, Abbas El Fassi le remplace comme Premier ministre.
Le 9 août 2012 il est nommé Premier Président de la Cour des comptes marocaine,,.
En 2019, il est nommé membre de la Commission spéciale sur le modèle de développement par le roi du Maroc.
Le 22 mars 2021, il est remplacé au poste de Premier Président de la Cour des comptes marocaine par Zineb El Adaoui.

## Décorations
- Il est titulaire du Wissam du Trône (Grand Chevalier).
- 2008, il est décoré lors de la fête du Trône, du grand cordon du Wissam Al Arch par le roi Mohammed VI[8].

- 2005, à la veille de la visite du roi Juan Carlos Ier d'Espagne au Maroc, il est élevé à la dignité de grand-croix de l'Ordre d'Isabelle la Catholique (haute distinction espagnole).

- 2010, il fut décoré de la Grande Croix de l'Ordre de Charles III d'Espagne. C’est la plus haute distinction civile en Espagne, créée par Carlos III d'Espagne dans un décret royal du 19 septembre 1771. La décoration vise la « reconnaissance des citoyens qui, par leurs efforts, leurs initiative et travail, ont rendu un service extraordinaire à la Nation » espagnole.